# Малинище
Мали́нище — село в Україні, у Золочівському районі Львівської області. Населення становить 18 осіб. Колишній орган місцевого самоврядування — Пеняківська сільська рада, якій підпорядковувались села Пеняки, Літовище, Малинище, Чепелі.

## Географія
Північну частину місцевості займають ліси, переважно дубові, у яких також зростають липи, клени, берези, граб та бук, зокрема, ліс Паньківщина.

## Населення
У 1880 році мешкало 177 осіб в ґміні та 9 осіб мешкали на панському дворі, з них 139 римокатоликів. У 1931 році в селі було 36 дворів, де мешкало 176 осіб.

## Археологічні дослідження
у 2008 році в результаті досліджень багатошарової пам’ятки Малинище І Бродівським загоном археологічної експедиції Львівського національного університету імені Івана Франка були отримані нові матеріали до вивчення давнього населення верхнього Надсереття.
Поселення Малинище І розташоване на південно-східній околиці села Малинище. В географічному плані ця територія розташована у південно-західній частині Вороняцького горбогір’я, характерними рисами якого є лісистість та доволі значні абсолютні висоти (450 метрів над рівнем моря). Поверхня Вороняків горбисто-пасмова, розчленована долинами річок і балок (так званими прохідними долинами). Переважають місцевості крутосхилих пагорбів з ясно-сірими та сірими лісовими ґрунтами під буковими і грабово-буковими лісами, а також пологосхилими темно-сірими, сірими лісовими та чорноземними ґрунтами під дубово-грабовими лісами і сільськогосподарськими угіддями.
Культурний шар пам’ятки (товщина культурного шару була у межах 40—70 см) локалізується на східному та південному схилах мисового підвищення, оточеного зі сходу та півдня старицею безіменного струмка, а із заходу — потоком Серет Малий (басейн верхньої течії річки Серет). Зі сходу і півдня вона добре захищена від несприятливих погодно-кліматичних умов пагорбами, які домінують над цією територією. У зв’язку із вигідними топографічними особливостями свого розташування місцевість неодноразово заселялася в різні історичні періоди. Зокрема, у результаті попередньої розвідки 2008 року, тут були виявлені матеріали доби мезоліту, бронзової доби, висоцької та вельбарської культур та Київської Русі (ХІІ—ХІІІ століть).